# Lappula squarrosa
Espèce
Classification phylogénétique
La bardanette, bardanette épineuse, bardanette hérissée ou encore le faux-myosotis (European stickseed, bluebur ou bristly sheepbur, pour les anglophones, Stekelzaad pour les Néerlandais), est une plante rudérale et messicole de la famille des Boraginaceae.
Étymologie
- Bardanette : petite bardane.

## Description

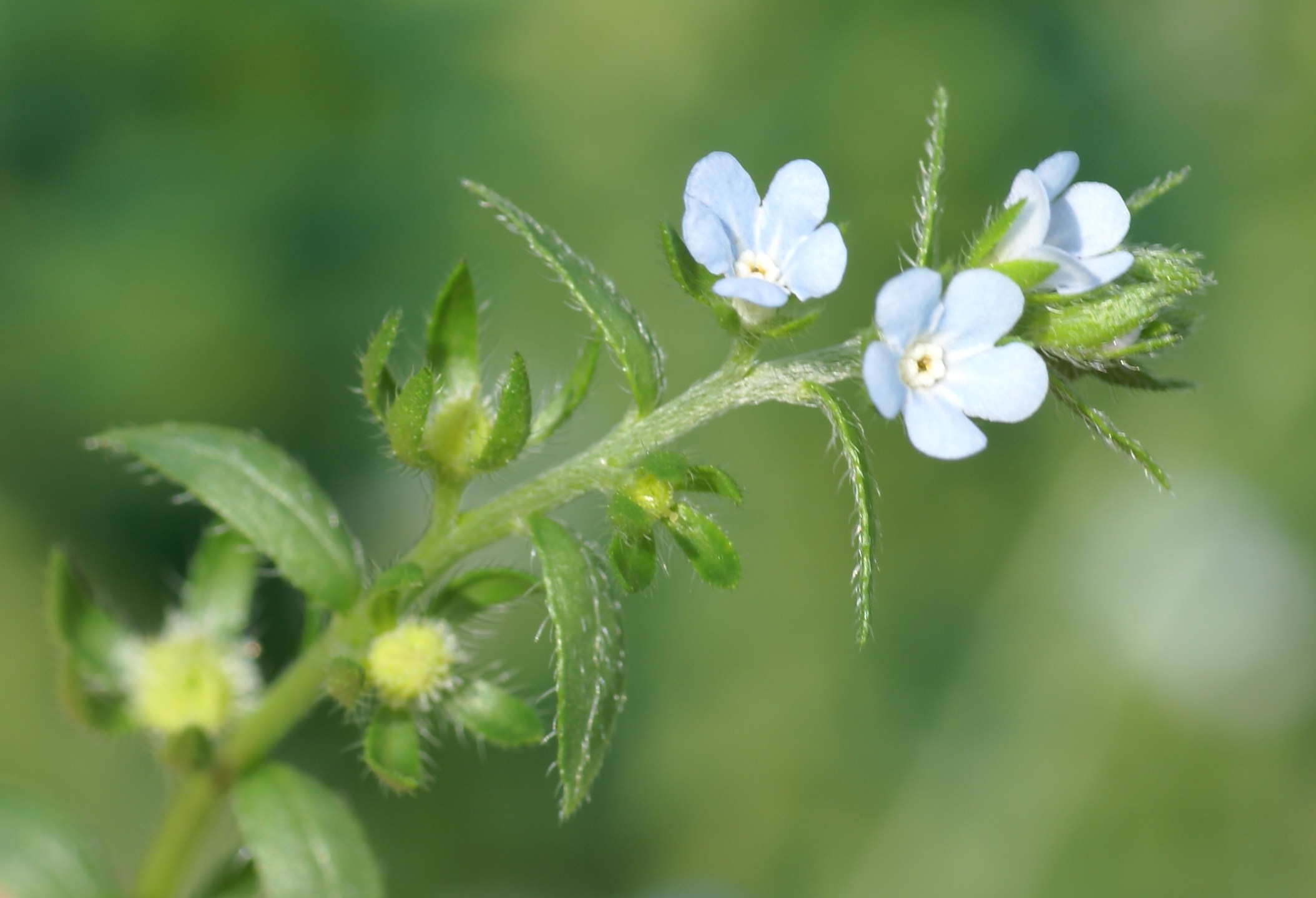
FLeurs du faux-myosotis » (Lappula squarrosa) ; nord de la Suède, août 2007

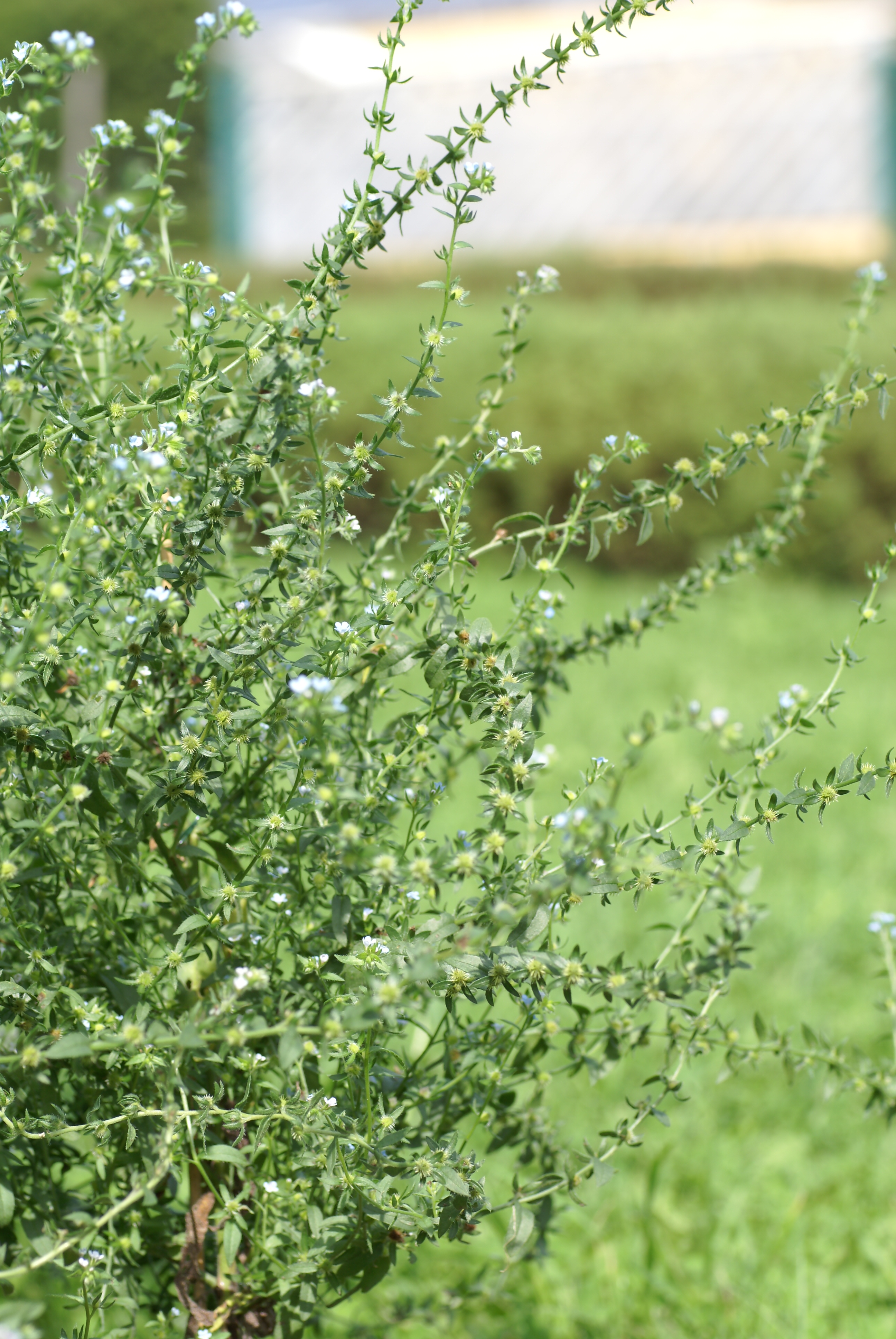
Touffe de « faux-myosotis », photographiée près de Stockholm en Suède

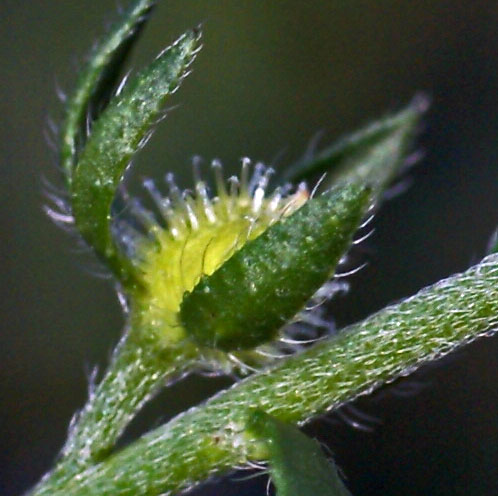
Détail de la fructification, avec formation des « glochides », en forme de minuscules " harpons ", qui favoriseront le transport des graines par les animaux ou vêtements

- Plante herbacée, annuelle (ou bisannuelle), hermaphrodite, velue-hérissée, grisâtre (10-50 cm). À partir de la graine, la plante forme d'abord une rosette de 2 à 50 feuilles ;
- Tige dressée, raide, couverte de poils, souvent ramifiée dans sa partie supérieure, à rameaux étalés ;
- Feuilles ovales (2-10 cm long et 3-10 mm de large[2]), alternes, la plupart sessiles à subsessile[2], à limbe oblong à linéaire-lancéolé, entier, bordées de poils blanchâtres ;
- Fleurs très petites (2 à 4 millimètres de large), bleues (et rarement blanches), positionnées près des rameaux avec racème de cymes unipares scorpioïdes, unilatéral, qui s'allonge en devenant lâche ; 
Le pédicelle floral est plus court que les sépales ; 
le calice est hérissé et profondément divisé en 5 lobes ; 
corolle rotacée, bleu pâle, large de 2 à 4 mm (dont le tube est plus court que le calice) et à gorge fermée par 5 écailles.
- Fruits : quatre akènes trigones, dont les angles sont hérissés d’aiguillons plus ou moins crochus (sur 2 rangs), aiguillons qui s'accrochent aux pelages des animaux ou aux vêlements et qui contribuent à la dispersion de l'espèce (zoochorie), mais les graines peuvent aussi être dispersées par l'eau et le vent ;
Pédicelle fructifère épais, dressé, toujours plus court que le calice.

La forme et la taille de la plante varient beaucoup selon les régions et des climats.
Habituellement haute de 10 à 50 cm, certaines touffes peuvent approcher un mètre de hauteur dans de bonnes conditions.

La plante a une odeur généralement considérée comme forte et désagréable,,.

## Taxonomie
En Europe, en 1912, Chater reconnaissait 2 sous-espèces de L. squarrosa :
- L. squarrosa  subsp. squarrosa ;
- L. squarrosa  subsp. heteracantha (Ledeh.)

Ces deux sous-espèces peuvent être distinguées par leurs glochides différemment positionnés.
Elles semblent présentes dans les herbiers nord américains récents, mais leur répartition n'a pas fait l'objet d'étude.

## Synonymie
- Echinospermum heteracanthum Ledeb. (CD_NOM=95727)[6]
- Echinospermum semicinctum Steven (CD_NOM=160150)[6]
- Lappula semicincta (Steven) Popov (CD_NOM=105009)[6]
- Lappula squarrosa (Retz.) Dumort. subsp. heteracantha (Ledeb.) Chater (CD_NOM=137094)[6]
- Lappula echinata est le nom latin le plus souvent utilisé en Amérique du Nord, mais il est considéré comme non-valide[2].

## Écologie
- Habitat / Biotope : 
Cette plante pousse facilement dans un large éventail de types d'habitats ouverts et ensoleillés, dont champs labourés, steppes ou prairies[7] dégradées, chemins ou certains bords de route, milieux rudéraux (sols retournés), lits de gravier, les terrains vagues à substrat caillouteux ou rocheux (dont sur les pentes rocheuses). 
Elle apprécie aussi des milieux semi-ouverts de type savanes arbustives ou clairières forestières, des plaines aux montagnes[8].
Elle peut aussi prospérer dans certains pâturages surexploités[9],[3],[10].
- Aire de répartition : 
Cette plante est originaire d'Europe et d'Asie tempérée (de l'Europe de l'Ouest et du Nord au Japon, en passant par le Caucase, la Sibérie, l'Asie centrale, le Pakistan, l'Afghanistan où elle est localement commune. On la trouve entre les latitudes 30°N et 70°N. 
C'est aussi une espèce introduite dans une grande partie de l'Amérique du Nord ainsi qu'en Afrique du Nord (Algérie). On l'a aussi trouvée en Alaska[11] et Islande, et bien plus au Sud, en Afrique du Sud[12] et Australie[12],[13],[14].
Dans ces cas elle peut devenir « invasive » (ex. : Indice d'invasivité : 44 en Alaska, sur une échelle de 0 à 100, 0 représentant une plante qui ne pose pas de menace pour les écosystèmes indigènes et 100 représentant une plante qui constitue une menace majeure pour ces mêmes  écosystèmes)[15],[16] et poser des problèmes de compétition pour l'espace avec les espèces autochtones.
Elle est ou a été considérée comme une mauvaise herbe dans une grande partie de son aire naturelle de répartition, car elle se développe volontiers dans les champs et jardins où elle peut concurrencer les plantes cultivées. 
Dans le Nord Pas-de-Calais, elle a autrefois été signalée en ville (en 1901, dans deux lieux-dits de la ville de Lille C par Fockeu[17].), mais elle est aujourd’hui considérée comme disparue[17].
- Biologie : 
 Cette espèce est occasionnellement mangée par la faune sauvage, dont un grand nombre d'insectes herbivores. 
Elle est un hôte connu pour plusieurs espèces de champignons[18].
C'est une espèce pionnière qui peut jouer un rôle pour la fixation de sols dégradés avant les successions de plantes qui pourront contribuer à restaurer ou instaurer l'humus dans des zones perturbées. Un tapis dense de Faux-Myosotis contribue à protéger le sol de la dessiccation et des effets des UV solaires, en limitant son érosion[2]. Les plantes sénescentes persistent durant l'hiver, et piègent la neige, augmentant l'humidité et la percolation de l'eau[18]. 
Elle est considérée comme ayant une très bonne capacité de dispersion (zoochorie)

## Génétique
Nombre de chromosomes : 2n = 48,.

## Pharmacochimie
Dans certaines régions du monde (ex : Turquie), il est très difficile de distinguer certaines espèces de Lappula les unes des autres notamment parce qu'elles peuvent s'hybrider. L'analyse des phénols produits par les plantes est parfois l'un des moyens possibles de les distinguer,.  En Turquie où sept espèces de Lappula coexistent, une étude de Chimiotaxonomie a montré que la signature chimique phénolique des fruits pouvait être utile pour différencier Lappula squarrosa (Retz.) Dumort, L. barbata (Bieb.) Gurké et L. microcarpa (Ledeb.) Gurké (la taille du pollen, par exemple plus gros (P = 12- 15 pm) que celui de L. barbata (P = 10 à 11 pm) peut être dans certains cas un indice supplémentaire). On ne signale pas d'hybrides en Amérique du Nord.
Cette espèce fait partie de 45 taxons (36 espèces, 20 genres) de la famille des Boraginaceae qui ont été dans les années 1990, en Allemagne, évalués pour leur teneur en huile essentielle, leur composition en acides gras, teneur et composition en tocophérol.

## Statut et conservation
Le faux-myosotis n'est pas protégé en France, pas plus qu'en Belgique.

Cette espèce semble pourtant éteinte dans une partie croissante de son aire naturelle, où elle est mal connue et très menacée.

Elle semble notamment avoir disparu de la région Nord-Pas-de-Calais.

## Espèces proches, confusions possibles
En Amérique du Nord où l'espèce a été introduite, les tiges et feuilles sont très semblables à celles de 3 autres espèces :
1. Hackelia deflexa (Wahlenb.) Opiz var. americana (4. Gray) Fern. & LM. Johnston[2] ;
2. Lappula redowskii (Hornem.) Greene[2] ;
3. Hackelia floribunda (Lehm.) I. M. Johnston[2].

Toutes se distinguent cependant par leurs fructifications.
Quand la plante est jeune, des confusions sont également possibles avec d'autres Boraginaceae.

## Pour en savoir plus, voir aussi